# Palaquium erythrospermum
Palaquium erythrospermum är en tvåhjärtbladig växtart som beskrevs av Herman Johannes Lam. Palaquium erythrospermum ingår i släktet Palaquium och familjen Sapotaceae. Inga underarter finns listade i Catalogue of Life.